# 長谷寺 (高崎市)
長谷寺（ちょうこくじ）は、群馬県高崎市白岩町にある金峰山修験本宗の寺院である。山号は白岩山（しらいわさん）。本尊は十一面観世音菩薩で、坂東三十三観音第15番札所である。地名から白岩観音とも称される。
本尊真言：おん まか きゃろにきゃ そわか
ご詠歌：誰も皆な祈る心は白岩の 初瀬の誓ひ頼もしきかな

## 歴史
『白岩山長谷寺縁起』によれば、和銅4年（711年）に越後国の浦に3体の観音像が出現し、信濃国更科の長谷寺に祀られたが、翌年「1体はこの地に、1体は上州に、もう1体は相州に縁があるので送り届ける」というお告げがあったという。『久留馬村誌』には孝徳天皇の御代白雉5年（654年）3月に役小角がこの地を訪れた際、白い大岩の上に仏像を安置し堂を造って覆ったことにより白岩という地名が生じたとの伝説が紹介されている。聖武天皇の勅願により徳道・行基によって伽藍が建立されたとも伝わる。行基が十一面観音を刻んだとも、最澄や空海がこの寺を訪れたとも伝えられる。その後、源義家、源頼朝、新田義貞、上杉憲政、長野業政などに信仰されたという。系図には戦国時代の永禄6年（1563年）に武田信玄が箕輪城を攻めたときに焼失したとある。天正8年（1580年）世無道によって観音堂が再建された。
江戸時代には慶安元年（1648年）徳川家光によって23石5斗余の朱印地を得ている。観音堂の祭祀・管理を行ったのは本山派修験の6坊、大坊、南泉坊、入之坊、龍蔵坊、中之坊、宝蔵坊であった。
古くから修験道の寺であったが、明治に入り一時天台宗に属することとなり、戦後現在の宗派となった。

## 文化財
群馬県指定重要文化財
- 木造十一面観音立像（本尊）[5] - 総高229.6センチメートル、像高186.9センチメートルのカヤ材の一木割矧造で、腕や化仏は別材。平安時代後期、11世紀末から12世紀初めの造像とみられ、秘仏となっている[2]。
- 木造十一面観音立像（前立）[5] - 総高270.0センチメートル、像高187.0センチメートルのヒノキ寄木造で、右手は錫杖を持っていたとみられる。鎌倉時代後期の作と推定される[2]。

高崎市指定重要文化財
- 仏像（脇侍）、不動明王立像、毘沙門天立像、仁王門及び仁王像、棟札、大鋸、銅製納札、宝塔[1]

## 交通アクセス
- 高崎駅から群馬バス榛名湖行または室田行にてドドメキ下車徒歩35分又は同駅から群馬バス里見経由権田行下里見下車、下里見より高崎市コミュニティバス宮沢白岩線白岩観音北三叉路下車徒歩約5分
- 信越本線群馬八幡駅から群馬バス榛名線鳥井沢下車、鳥井沢より高崎市コミュニティバス宮沢白岩線白岩観音北三叉路下車徒歩約5分

## 前後の札所
坂東三十三観音
14 弘明寺　--　15 長谷寺　--　16 水澤寺